# 500-km-Rennen von Spa-Francorchamps 1963
Das 500-km-Rennen von Spa-Francorchamps 1963, auch Grand Prix Spa 500 Kilometres, Spa-Francorchamps, fand am 12. Mai auf dem Circuit de Spa-Francorchamps statt und war der fünfte Wertungslauf der Sportwagen-Weltmeisterschaft dieses Jahres.

## Das Rennen
Mit dem 500-km-Rennen wurde auf dem Circuit de Spa-Francorchamps ein zweites Langstreckenrennen etabliert. Seit 1924 wurde auf der Rennstrecke in den Ardennen das 24-Stunden-Rennen von Spa-Francorchamps ausgefahren, das 1953 auch zur Sportwagen-Weltmeisterschaft zählte.
Beim 500-km-Rennen waren nur GT-Fahrzeuge startberechtigt. Das Rennen entwickelte sich zu einem Zweikampf der beiden Belgier Willy Mairesse und Pierre Noblet, die beide mit Ferrari 250 GTOs an den Start gingen. Nach fast drei Stunden Fahrzeit hatte Mairesse im Ziel einen Vorsprung von 32 Sekunden auf Noblet.

## Ergebnisse

### Schlussklassement
| 1               | GT 3.0 | 36 | Ecurie Francorchamps | Willy Mairesse            | Ferrari 250 GTO               | 36 |
| 2               | GT 3.0 | 39 | Pierre Noblet        | Pierre Noblet             | Ferrari 250 GTO               | 36 |
| 3               | GT 3.0 | 41 | Ecurie Filipinetti   | Joseph Siffert            | Ferrari 250 GTO               | 36 |
| 4               | GT 3.0 | 44 |                      | Gérard Langlois van Ophem | Ferrari 250 GT SWB Drogo      | 36 |
| 5               | GT 3.0 | 42 | Chris Kerrison       | Chris Kerrison            | Ferrari 250 GT SWB Drogo      | 34 |
| 6               | GT 1.3 | 10 |                      | Pat Fergusson             | Lotus Elite                   | 32 |
| 7               | GT 2.0 | 26 |                      | Gerhard Koch              | Porsche 356 B 2000 GS Carrera | 32 |
| 8               | GT 2.5 | 33 |                      | Chris Lawrence            | Morgan Plus 4                 | 31 |
| 9               | GT 2.5 | 34 |                      | Pip Arnold                | Morgan Plus 4                 | 31 |
| 10              | GT 1.6 | 24 |                      | Dickie Stoop              | Porsche 356 B Carrera         | 31 |
| 11              | GT 1.3 | 15 | Scuderia Filipinetti | Armand Schäfer            | Alfa Romeo Giulietta SZ       | 31 |
| 12              | GT 2.0 | 29 |                      | Emile-Claude Clemens      | Porsche 356 B 2000 GS Carrera | 31 |
| 13              | GT 1.3 | 2  |                      | Jon Derisley              | Lotus Elite                   | 30 |
| 14              | GT 1.6 | 18 |                      | Eberhard Rank             | Porsche 356 B Carrera         | 30 |
| 15              | GT 1.3 | 15 |                      | Andre Welcker             | Lotus Elite                   | 30 |
| 16              | GT 1.6 | 19 |                      | Hermann Dorner            | Porsche 356 B Carrera         | 30 |
| 17              | GT 1.3 | 17 |                      | Pierre Scaramiglia        | Alfa Romeo Giulietta          | 29 |
| 18              | GT 3.0 | 46 |                      | Hans-Georg Plaut          | Ferrari 250 GT SWB            | 29 |
| 19              | GT 2.0 | 30 |                      | In Roba                   | Porsche 356 B 2000 GS Carrera | 29 |
| 20              | GT 1.6 | 23 |                      | Marcel van Bierbeek       | Porsche 356 B Super 90        | 29 |
| 21              | GT 1.3 | 9  |                      | Luc Beaulen               | Lotus Elite                   | 28 |
| 22              | GT 1.3 | 8  |                      | John Dickinson            | Lotus Eleven GT               | 27 |
| 23              | GT 2.5 |    |                      | Anatoly Arutunoff         | Lancia Flaminia Zagato        | 27 |
| Ausgefallen     |        |    |                      |                           |                               |    |
| 24              | GT 1.3 | 7  |                      | Jean-Marie Pierson        | Lotus Elite                   | 29 |
| 25              | GT 2.5 | 35 |                      | Billy Blydenstein         | Morgan Plus 4                 | 21 |
| 26              | GT 1.3 | 11 |                      | Clive Hunt                | Lotus Elite                   | 19 |
| 27              | GT 1.3 | 3  |                      | Adrien de Ghellinck       | Lotus Eleven GT               | 13 |
| 28              | GT 2.0 | 25 |                      | Alan Hutcherson           | MGB                           | 13 |
| 29              | GT 2.0 | 27 |                      | Helmut Zick               | Porsche 356 B 2000 GS Carrera | 13 |
| 30              | GT 1.6 | 21 |                      | Günter Weisz              | Porsche 356 B Super 90        | 5  |
| 31              | GT 3.0 | 43 | David Piper          | David Piper               | Ferrari 250 GTO               | 3  |
| 32              | GT 2.0 | 28 | Scuderia Filipinetti | Heinz Schiller            | Porsche 356 B 2000 GS Carrera | 1  |
| Nicht gestartet |        |    |                      |                           |                               |    |
| 33              | GT 1.3 | 5  |                      | Jean Wauters              | Lotus Elite                   | 1  |
| 34              | GT 1.6 | 20 |                      | Jean-Pierre Gaban         | Porsche 356 B Carrera         | 2  |
| 35              | GT 1.6 | 22 |                      | Jacques Thenaers          | Porsche 356 B Super 90        | 3  |
| 36              | GT 2.0 | 32 |                      | Ben Pon                   | Porsche 356 B                 | 4  |

1 nicht gestartet
2 nicht gestartet
3 nicht gestartet
4 nicht gestartet

### Nur in der Meldeliste
Hier finden sich Teams, Fahrer und Fahrzeuge, die ursprünglich für das Rennen gemeldet waren, aber aus den unterschiedlichsten Gründen daran nicht teilnahmen.
| Pos. | Klasse | Nr. | Team | Fahrer                | Chassis                    |
| ---- | ------ | --- | ---- | --------------------- | -------------------------- |
| 37   | GT 1.3 |     |      | Hans Herrmann         | Abarth-Simca 1300 Bialbero |
| 38   | GT 2.0 |     |      | Jean-Pierre Ackermans | Volvo P1800S               |
| 39   | GT 1.3 | 1   |      | Louis Morand          | Lotus Elite                |
| 40   | GT 1.3 | 4   |      | Claude Dubois         | Lotus Elite                |
| 41   | GT 3.0 | 5   |      | Léon Dernier          | Ferrari 250 GT Lusso       |
| 42   | GT 1.3 | 12  |      | Mauro Bianchi         | Abarth-Simca 1300 Bialbero |
| 43   | GT 1.3 | 14  |      | Lucien Bianchi        | Abarth-Simca 1300 Bialbero |
| 44   | GT 1.3 | 16  |      | Guy Dausse            | Alfa Romeo Giulietta SV    |
| 45   | GT 2.0 | 31  |      | Francis van Lysbeth   | AC Ace                     |
| 46   | GT 3.0 | 37  |      | Carlo-Maria Abate     | Ferrari 250 GTO            |
| 47   | GT 3.0 | 38  |      | Mike Parkes           | Ferrari 250 GTO            |
| 48   | GT 3.0 | 40  |      | Heini Walter          | Ferrari 250 GTO            |
| 49   | GT 3.0 | 47  |      | Edgar Berney          | Ferrari 250 GTO            |
| 50   | GT 3.0 | 48  |      | Manfred Ramminger     | Ferrari 250 GT             |
| 51   | GT 3.0 | 49  |      | Günther Lohsträter    | Ferrari 250 GT             |

### Klassensieger
| Klasse | Fahrer         | Fahrzeug                     | Platzierung im Gesamtklassement |
| ------ | -------------- | ---------------------------- | ------------------------------- |
| GT 3.0 | Willy Mairesse | Ferrari 250 GTO              | Gesamtsieg                      |
| GT 2.5 | Chris Lawrence | Morgan Plus 4                | Rang 8                          |
| GT 2.0 | Gerhard Koch   | Porsche 356B 2000 GS Carrera | Rang 7                          |
| GT 1.6 | Dickie Stoop   | Porsche 356B Carrera         | Rang 10                         |
| GT 1.3 | Pat Fergusson  | Lotus Elite                  | Rang 6                          |

### Renndaten
- Gemeldet: 51
- Gestartet: 32
- Gewertet: 23
- Rennklassen: 5
- Zuschauer: unbekannt
- Wetter am Renntag: warm und trocken
- Streckenlänge: 14,100 km
- Fahrzeit des Siegerteams: 2:38:40,800 Stunden
- Gesamtrunden des Siegerteams: 36
- Gesamtdistanz des Siegerteams: 507,600 km
- Siegerschnitt: 191,932 km/h
- Pole Position: unbekannt
- Schnellste Rennrunde: Willy Mairesse – Ferrari 250 GTO (#36) – 4:07,400 = 205,174 km/h
- Rennserie: 5. Lauf zum Sportwagen-Weltmeisterschaft 1963